# Reprezentacja Korei Południowej na Mistrzostwach Świata w Narciarstwie Klasycznym 2005
Reprezentacja Korei Południowej na Mistrzostwach Świata w Narciarstwie Klasycznym 2005 w Oberstdorfie liczyła sześcioro zawodników, którzy wystartowali w biegach i skokach narciarskich. Najlepszy indywidualny wynik uzyskał Choi Yong-jik, który w skokach na obiekcie HS 100 zajął 22. miejsce.

## Wyniki

### Biegi narciarskie

#### Mężczyźni
15 km stylem dowolnym
- Jung Eui-myung - 78. miejsce

#### Kobiety
10 km stylem dowolnym
- Lee Chun-ja - 48. miejsce

### Skoki narciarskie
Konkurs indywidualny na skoczni HS 100
- Choi Yong-jik - 22. miejsce
- Choi Heung-chul - 43. miejsce
- Kim Hyun-ki - 46. miejsce

Konkurs indywidualny na skoczni HS 137
- Kim Hyun-ki - 38. miejsce

Konkurs drużynowy na skoczni HS 100
- Kang Chil-ku, Choi Heung-chul, Kim Hyun-ki, Choi Yong-jik - 10. miejsce

Konkurs drużynowy na skoczni HS 137
- Kang Chil-ku, Choi Yong-jik, Choi Heung-chul, Kim Hyun-ki - 13. miejsce